# Stepfather III
Stepfather III (en inglés, Padrastro 3) es una película estadounidense del  género thriller con elementos del cine de terror dirigida por Guy Nagar. Stepfather III es la segunda secuela de El padrastro y fue estrenada en 1992 por televisión.

## Sinopsis
Una vez más, el asesino de la saga logra escapar de un hospital psiquiátrico, tras lo cual se somete a una cirugía plástica para alterar su rostro. Se muda a un pequeño pueblo y consigue un trabajo como jardinero en un vivero. Allí conoce a otra mujer sola y su hijo discapacitado.